# Return of the Ugly
Albums de Bad Manners
Mental Notes
(1985) Fat Sound
(1989)
Forging Ahead est le sixième album studio de Bad Manners, sorti en 1989.

## Liste des pistes
| No  | Titre                  | Auteur                    | Durée |
| --- | ---------------------- | ------------------------- | ----- |
| 1.  | Skaville UK            |                           | 2:33  |
| 2.  | Sally Brown            | Laurel Aitken             | 2:35  |
| 3.  | Since You've Gone Away |                           | 3:29  |
| 4.  | Rosemary               |                           | 2:20  |
| 5.  | Bonanza Ska            | Ray Evans, Jay Livingston | 4:10  |
| 6.  | Return of the Ugly     |                           | 2:54  |
| 7.  | Hey Little Girl        | Laurel Aitken             | 3:50  |
| 8.  | Buffalo Ska            |                           | 2:42  |
| 9.  | Memory Train           |                           | 2:58  |
| 10. | This Is Ska (Long)     |                           | 2:42  |

## Formation
- Buster Bloodvessel - Chant & Production
- Louis Alphonso - Guitare
- Martin Stewart - Clavier
- Winston Bazoomies - Harmonica
- Chris Kane - Saxophone ténor
- Alan Perry - Saxophone alto
- Nicky Welsh - Bass
- Ian Fullwood - Saxophone ténor
- Jan Brahms - Trombone
- Jon Preston - Trompette
- Perry Melius - Batterie
- Longsy D - Batterie & Production